# Talita Antunes
Talita Antunes (Aquidauana, 29 agosto 1982) è una giocatrice di beach volley brasiliana.

## Biografia
Ha debuttato nel circuito professionistico internazionale il 17 settembre 2002 a Vitória, in Brasile, in coppia con Renata Ribeiro piazzandosi in 9ª posizione. Il 3 settembre 2005 ha ottenuto la sua prima vittoria in una tappa del World tour ad Atene, in Grecia, sempre insieme a Renata Ribeiro. Nel massimo circuito FIVB ha trionfato per 18 volte con tre partner differenti.
Ha disputato due edizioni dei Giochi olimpici: a Pechino 2008, dove si è classificata al quarto posto in coppia con Renata Ribeiro, ed a Londra 2012, occasione in cui si è classificata in nona posizione insieme a Maria Antonelli.
Ha preso parte altresì a quattro edizioni dei campionati mondiali, ottenendo come miglior risultato la medaglia di bronzo a Stavanger 2009 in coppia Maria Antonelli.
Nelle rassegne iridate giovanili ha conquistato una medaglia d'oro ai mondiali juniores a Catania 2002, con Maria Clara Salgado.

## Palmarès
Campionati mondiali 
- 1 bronzo: a Stavanger 2009

 Campionati mondiali juniores 
- 1 bronzo: a Catania 2002

 Coppa del Mondo 
- 1 oro: a Campinas 2013

 World tour 

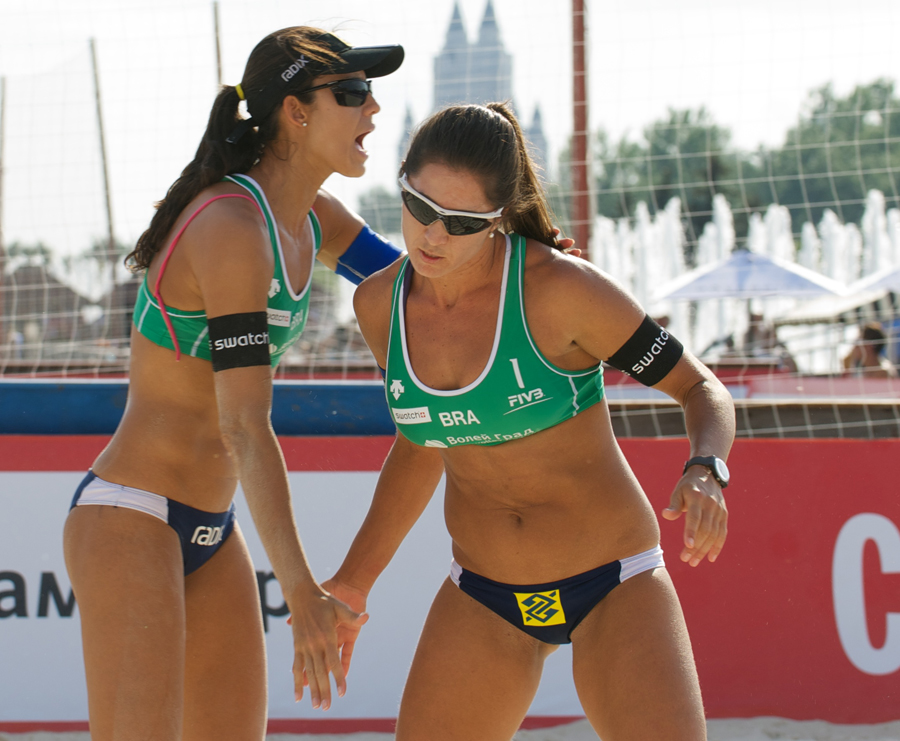
Talita (s) e Maria Antonelli, Mosca 2011

- 49 podi: 23 primi posti, 13 secondi posti e 13 terzi posti

 World tour - vittorie 
| Data              | Località       | Nazione       | in coppia con   |
| ----------------- | -------------- | ------------- | --------------- |
| 3 settembre 2005  | Atene          | Grecia        | Renata Ribeiro  |
| 18 settembre 2005 | Bali           | Indonesia     | Renata Ribeiro  |
| 27 maggio 2007    | Sentosa        | Singapore     | Renata Ribeiro  |
| 21 luglio 2007    | Marsiglia      | Francia       | Renata Ribeiro  |
| 4 maggio 2008     | Shanghai       | Cina          | Renata Ribeiro  |
| 2 maggio 2009     | Shanghai       | Cina          | Maria Antonelli |
| 31 maggio 2009    | Seul           | Corea del Sud | Maria Antonelli |
| 11 luglio 2009    | Gstaad         | Svizzera      | Maria Antonelli |
| 15 agosto 2009    | Kristiansand   | Norvegia      | Maria Antonelli |
| 25 luglio 2010    | Marsiglia      | Francia       | Maria Antonelli |
| 29 agosto 2010    | L'Aia          | Paesi Bassi   | Maria Antonelli |
| 24 luglio 2011    | Québec         | Canada        | Maria Antonelli |
| 29 aprile 2012    | Sanya          | Cina          | Maria Antonelli |
| 5 maggio 2013     | Shanghai       | Cina          | Taiana Lima     |
| 16 giugno 2013    | L'Aia          | Paesi Bassi   | Taiana Lima     |
| 23 giugno 2013    | Roma           | Italia        | Taiana Lima     |
| 26 luglio 2013    | Long Beach     | Stati Uniti   | Taiana Lima     |
| 11 agosto 2013    | Berlino        | Germania      | Taiana Lima     |
| 2 agosto 2014     | Klagenfurt     | Austria       | Larissa França  |
| 23 agosto 2014    | Stare Jabłonki | Polonia       | Larissa França  |
| 28 settembre 2014 | San Paolo      | Brasile       | Larissa França  |
| 1º novembre 2014  | Paraná         | Argentina     | Larissa França  |
| 31 maggio 2015    | Mosca          | Russia        | Larissa França  |

 World tour - trofei individuali 
- 1 volta migliore esordiente: nel 2005
- 1 volta miglior giocatrice a muro: nel 2013
- 1 volta miglior giocatrice in attacco: nel 2013
- 1 volta miglior schiacciatrice: nel 2013